# Тимерево (деревня)
Тимерево — деревня в Гаврилово-Посадском районе Ивановской области России, входит в состав Петровского городского поселения.

## География
Деревня расположена в 7 км на северо-запад от центра поселения посёлка Петровский и в 15 км на северо-восток от райцентра города Гаврилов Посад.

## История
Тимерево было вотчиной Спасо-Кукоцкого монастыря, существовавшего до 1764 года в селе Сербилове, а с упразднением этого монастыря перешло в казенное ведомство. Каменная церковь в Тимереве в первый раз построена в 1873-74 годах на средства прихожан. В 1887 году построена каменная колокольня и сторожка. Престолов в церкви два: в настоящей холодной — в честь Святителя и Чудотворца Николая и в теплой трапезе — в честь Святой мученицы Параскевы. В 1893 году приход состоял из села (29 дворов) и деревни Федоровской (13 дворов), в приходе мужчин — 132, женщин — 147. В годы Советской Власти церковь была полностью разрушена.
В конце XIX — начале XX века село входило в состав Петрово-Городищевской волости Суздальского уезда Владимирской губернии.
С 1929 года деревня в составе Петрово-Городищенского сельсовета Гаврилово-Посадского района, с 2005 года — в составе Петровского городского поселения.

## Население
| 1859 | 1905 | 2010 | 2013 |
| ---- | ---- | ---- | ---- |
| 125  | ↗158 | ↘7   | ↗9   |